# Johann Christoph Matthias Reinecke
Johann Christoph Matthias Reinecke (* 9. Oktober 1770 in Halberstadt; † 7. November 1818 in Coburg) war ein deutscher Universalgelehrter, der für Beiträge zur Kartographie und Paläontologie bekannt ist.

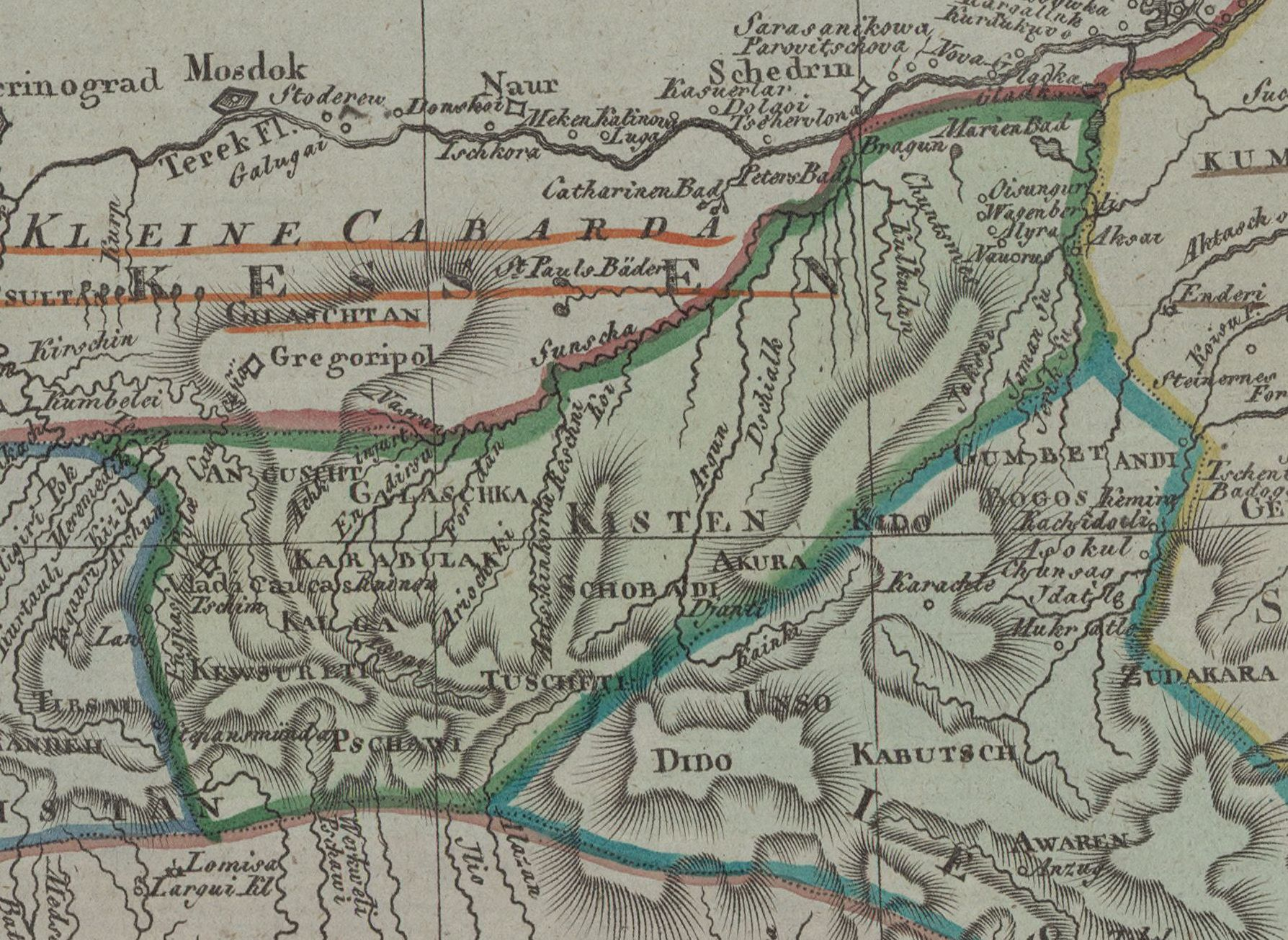
Gezeichnet von I.C.M. Reinecke. Kisten. 1804

## Leben
Reinecke war in Halberstadt Vorleser von Johann Wilhelm Ludwig Gleim, studierte in Halle Theologie und in Erfurt Naturlehre mit der Promotion (Dr. phil.) und war Privatlehrer und freier Schriftsteller in Gotha. Zudem war er als Zeichen- und Schreiblehrer an der Salzmannschule Schnepfenthal (Philanthropinum), war Sekretär der Societät für Forst- und Jagdkunde und Kartograph und Geograph in Weimar (Bertuch Verlag) und selbständiger Kartograph in Eisenach. Im Jahr 1804 kam er als Lehrer für Naturlehre an das Herzogliche Gymnasium in Coburg (Casimirianum Coburg) und wurde kurz darauf zum Professor für Mathematik, geniale Künste und Naturlehre ernannt. Von 1806 bis 1818 war er auch Direktor. Er starb an Tuberkulose.
Er schrieb Gedichte, Romane und Lieder, verstand acht Sprachen und befasste sich unter anderem mit Botanik, Zoologie und Geographie, wobei er selbst illustrierte und Karten zeichnete. Unter anderem entwarf und zeichnete er 22 Karten für das Geographische Institut in Weimar (Allgemeiner Hand-Atlas), zum Beispiel von Australien, Afrika und Russland.
Reinecke beschrieb 37 Ammonitenarten aus dem Jura. Die jurassische Ammonitengattung Reineckeia ist nach ihm benannt. Er katalogisierte die Sammlung des Erbprinzen Franz Friedrich Anton von Sachsen-Coburg-Saalfeld (1750–1806), die dieser dem Gymnasium schenkte, und die des Gymnasiums selbst. Die Sammlung des Gymnasiums war von Hermann Gottlieb Hornschuch aufgebaut worden, wurde aber nach dessen Tod 1795 weitgehend verstreut. Reinecke verzögerte die Fertigstellung des Katalogs lange und veröffentlichte zuerst ein Buch über Ammoniten der Sammlung. Der Katalog von rund 400 Seiten wurde 1818 fertiggestellt. Die Sammlung war in der Aula des Gymnasiums und ist heute im Naturkundemuseum Coburg.
Nach Bruno von Freyberg war Reinecke auch ein Vorläufer der Darwinschen Abstammungslehre. Er war ein Gegner von Katastrophentheorien in der Paläontologie (vertreten besonders durch Georges Cuvier), die er für ein scheinbares Phänomen hielt. Er war auch ein Pionier der Stratigraphie in Deutschland und einer der ersten  mit Ernst Friedrich von Schlotheim, der die binäre Nomenklatur von Linné auf Ammoniten anwandte.
Er war der Schwager von Johann Matthäus Bechstein.
Eine Sonderausstellung im Naturkundemuseum Coburg zu seinem 200. Todestag wurde im März 2018 eröffnet (J.C.M. Reinecke: Des Urmeeres Nautili – 200 Jahre Ammoniten-Forschung in Coburg).

## Schriften
- Maris protogaei Nautilos et Argonautas in agro Coburgico et vicinos reperiundos, descripsit et delineavit, simul Observationes de Fossilium Protoypis. Coburg 1818 (Ahl)